# Ascensor Larraín

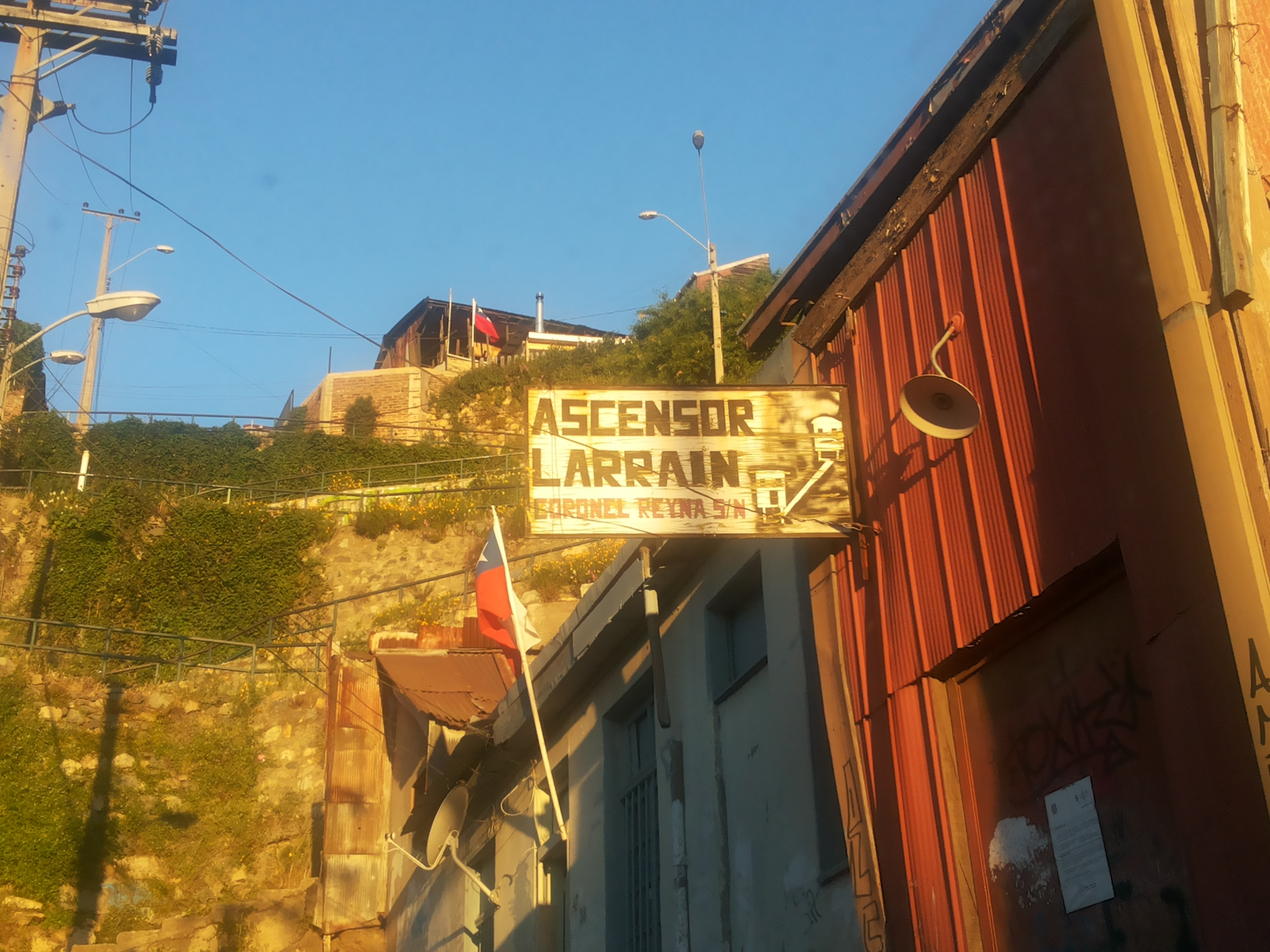
Acceso inferior al ascensor Larraín, en la calle Coronel Reina.

El ascensor Larraín es uno de los 16 ascensores que existen en la ciudad de Valparaíso, Chile. Inaugurado en 1909, conecta la avenida Argentina, en el plan de la ciudad, con el cerro Larraín. Fue declarado Monumento Nacional de Chile, en la categoría de Monumento Histórico, mediante el Decreto Exento n.º 866, del 1 de septiembre de 1998.

## Historia
La construcción de este funicular se inició en junio de 1909 y se inauguró el 31 de octubre del mismo año. Toma su nombre del cerro donde se emplaza.
El ascensor Larraín fue cerrado a mediados de 2010 debido a su baja rentabilidad, que llegó a tal punto que las ganancias no alcanzaban para cubrir sus insumos mínimos.
A partir de 2012, su mantención se encuentra a cargo del Gobierno chileno, que adquirió el funicular junto a otros nueve con el fin de restaurarlos y ponerlos en funcionamiento nuevamente.

## Descripción
Su estación inferior se localiza en la calle Coronel Reina, desde la avenida Argentina a Pedro Montt. Su estación superior se encuentra en el cerro Larraín, específicamente en la calle Hermanos Clark. Sus rieles están asentados en el mismo cerro, asegurados mediante traviesas. El trayecto pasa por arbustos que crecen a cada lado del cerro, en sus cimientos.
El largo total de la trama vertical es de 68 metros y llega a una cota de 35 metros de altura, con una pendiente de 39,3 grados y un desnivel de 33 metros. La capacidad es para 12 personas. El terreno ocupado por la pendiente es de 800 m², mientras que el terreno plano es de 78 m². La estación superior ocupa 243 m² y la inferior 156 m².